# Hollandse IJsselpad
Het Hollandse IJsselpad is een wandelroute van 37 kilometer van IJsselstein naar Gouda. Het traject volgt voor een groot deel het oude jaagpad van de Hollandse IJssel en doet onderweg de plaatsen Montfoort, Willeskop en Oudewater aan.
Bezienswaardigheden langs de route:
| Afbeelding | Naam                    | Soort               |
| ---------- | ----------------------- | ------------------- |
|            | Kasteel Montfoort       | Kasteel             |
|            | IJsselpoort             | Stadspoort          |
|            | De holbewoners          | Kunstwerk           |
|            | Steenfabriek IJsseloord | Industrieel erfgoed |
|            | Natuurgebied Willeskop  | Natuurgebied        |